# Vado FC 1913
Vado FC 1913 (wł. Vado Football Club 1913) – włoski klub piłkarski, mający siedzibę w mieście Vado Ligure, w północno-zachodniej części kraju, grający od sezonu 2019/20 w rozgrywkach Serie D.

## Historia
Chronologia nazw:
- 1913: Vado Foot-Ball Club
- 1935: Associazione Sportiva Vado
- 1940: klub rozwiązano
- 1940: Gioventù Italiana del Littorio (GIL) di Vado
- 1941: klub rozwiązano
- 1945: Vado Foot Ball Club
- 194?: Football Club Vado
- 2012: Vado Football Club 1913

Klub sportowy Vado FBC został założony w miejscowości Vado Ligure 1 listopada 1913 roku. Początkowo zespół rozgrywał mecze towarzyskie. Dopiero po zakończeniu I wojny światowej klub debiutował w sezonie 1919/20 w rozgrywkach Promozione Ligure (D2). W sezonie 1921/22 zwyciężył najpierw w grupie G, a potem po wygraniu grupy półfinałowej A był pierwszy w grupie finałowej Ligurii i otrzymał awans do Prima Categoria (D1). W 1922 również klub zdobył w pierwszej edycji Puchar Włoch. Przed rozpoczęciem sezonu 1922/23 ze względu na kompromis Colombo dotyczący restrukturyzacji mistrzostw, klub został zakwalifikowany do Seconda Divisione Lega Nord (D2). Po reorganizacji systemu ligi w 1926 i wprowadzeniu najwyższej klasy, zwanej Divisione Nazionale poziom Seconda Divisione został obniżony do trzeciego stopnia. W sezonie 1929/30 po podziale najwyższej dywizji na Serie A i Serie B poziom Seconda Divisione został zdegradowany do czwartego stopnia. W 1932 roku klub awansował do Prima Divisione. W 1935 klub zmienił nazwę na AC Vado. W sezonie 1935/36 jako trzeci poziom została wprowadzona Serie C, a Prima Divisione spadła do czwartego poziomu. W 1936 klub został promowany do Serie C. Po zakończeniu sezonu 1939/40 z powodu problemów ekonomicznych klub zrezygnował z dalszych występów w Serie C i został rozwiązany.
W listopadzie 1940 faszystowski reżim w Vado po zarejestrowaniu graczy pozostałych w Vado Ligure, zapisał drużynę G.I.L. Vado do Prima Divisione Ligure. W sezonie 1940/41 zwyciężył w grupie C Prima Divisione Ligure, a potem w rundzie finałowej zajął 6.miejsce, i nie otrzymał awans. Na początku następnych mistrzostw klub został zdyskwalifikowany przez FIGC za nieprzedłużenie przynależności i potem żadna miejska drużyna nie brała udziału w mistrzostwach, które w 1943 roku z powodu II wojny światowej zostały zawieszone.
Po zakończeniu II wojny światowej, klub wznowił działalność w 1945 roku i z nazwą Vado FBC został zakwalifikowany do Prima Divisione Ligure. W 1946 z powodu wygrania pierwszej edycji Pucharu Włoch otrzymał promocję do Serie C, a potem przyjął nazwę FC Vado. W 1948 roku po reorganizacji systemu lig klub został zdegradowany do Promozione. W 1952 po kolejnej reorganizacji systemu lig klub spadł do nowej Promozione Ligure (D5). W 1954 awansował do IV Serie, która w 1957 zmieniła nazwę na Campionato Interregionale Seconda Categoria. W 1959 klub spadł do Prima Categoria Ligure. W 1968 liga zmieniła nazwę na Promozione Ligure. Przed rozpoczęciem sezonu 1978/79 Serie C została podzielona na dwie dywizje: Serie C1 i Serie C2, wskutek czego poziom Promozione został obniżony do szóstego poziomu. W 1981 klub awansował do Campionato Interregionale. W 1985 zespół spadł na rok do Promozione Ligure. W 1990 znów został zdegradowany do Promozione Ligure, która w 1991 zmieniła nazwę na Eccellenza Liguria. W 1995 spadł na rok do Promozione Liguria. W 2001 otrzymał promocję do Serie D. W 2008 został zdegradowany do Eccellenza Liguria. W 2009 spadł po raz kolejny do Promozione Liguria, ale po roku wrócił do Eccellenza Liguria. W 2012 klub zmienił nazwę na Vado FC 1913. W 2013 został promowany do Serie D. Przed rozpoczęciem sezonu 2014/15 wprowadzono reformę systemy lig, wskutek czego Serie D awansowała na czwarty poziom. W 2016 klub spadł do Eccellenza Liguria. W sezonie 2018/19 zwyciężył w Eccellenza Liguria i wrócił do Serie D.

## Barwy klubowe, strój
|  |  |

Klub ma barwy czerwono-niebieskie. Zawodnicy domowe spotkania zazwyczaj grają w koszulkach o kolorze czerwonym z jednej strony i drugiej połowy o kolorze niebieskim, niebieskich spodenkach oraz niebieskich getrach.

## Sukcesy

### Trofea międzynarodowe
Nie uczestniczył w rozgrywkach europejskich (stan na 31-05-2020).

### Trofea krajowe
| \| \| Zdobyte trofea w rozgrywkach Włoch (stan na: 31-08-2020) \| |                                                          |      |                                      |
| Rozgrywki                                                         | Osiągnięcie                                              | Razy | Sezon(y)                             |
| · Mistrzostwo                                                     | I miejsce                                                | 0    |                                      |
| · Mistrzostwo                                                     | II miejsce                                               | 0    |                                      |
| · Mistrzostwo                                                     | III miejsce                                              | 0    |                                      |
| · Puchar                                                          | zdobywca                                                 | 1    | 1922                                 |
| · Puchar                                                          | finalista                                                | 0    |                                      |
| II liga                                                           | I miejsce                                                | 1    | 1921/22 (finale Ligure)              |
| II liga                                                           | II miejsce                                               | 2    | 1920/21 (E Ligure), 1922/23 (A Nord) |
| II liga                                                           | III miejsce                                              | 1    | 1923/24 (B Nord)                     |
| Włochy                                                            | Zdobyte trofea w rozgrywkach Włoch (stan na: 31-08-2020) |      |                                      |

- Seconda Divisione Nord (D3):
  - wicemistrz (1x): 1928/29 (A)

## Struktura klubu

### Stadion
Klub piłkarski rozgrywał swoje mecze domowe na Stadio Ferruccio Chittolina w mieście Vado Ligure o pojemności 2 tys. widzów.

### Derby
- Albenga Calcio 1928
- Albissole 1909
- Baia Alassio Calcio
- FBC Veloce 1910
- Ilva Savona
- ASD Imperia
- Pro Savona Calcio
- Sanremese Calcio
- ASD Speranza FC 1912
- Ventimiglia Calcio